# Église Saint-Vinocq de Bergues-sur-Sambre
L'église Saint-Vinocq de Bergues-sur-Sambre est une église située à Bergues-sur-Sambre, en France.

## Description
Nef couverte d'un plafond sous un toit à longs pans avec pignon couvert et pignon découvert ; chœur en pierre de taille calcaire, couvert d'une fausse voûte en berceau sous un toit à deux pans à pignon couvert ; sacristie avec toit à deux pans à pignon découvert ; essentage d'ardoise sur le clocher ; socle de la croix de cimetière en brique enduite de ciment ; croix en fonte.

## Localisation
L'église est située sur la commune de Bergues-sur-Sambre, dans le département de l'Aisne.

## Historique
L'église paroissiale Saint-Vinoc a peut-être été bâtie au XVIe siècle. En 1771, les murs latéraux de la nef sont reconstruits (une pierre porte la date) et la sacristie est vraisemblablement édifiée à la même période. L'église est restaurée, et la croix de cimetière remplacée, après la Première Guerre mondiale. Dans le 3e quart du XXe siècle, une grotte de Lourdes est édifiée contre l'élévation sud, et la façade est à nouveau restaurée par le placage d'un parement de brique sur la façade d'origine en pierre.